# 1125
Năm 1125 là một năm trong lịch Julius.